# Laure Prouvost
Laure Prouvost (1978, Croix, Francia) es una artista francesa que vive y trabaja en Amberes, Bélgica. Fue galardonada con el Premio Turner 2013. En 2019, representó a Francia en la Bienal de Venecia con la obra multimedia "The Deep Blue Sea Surrounding You".

## Carrera

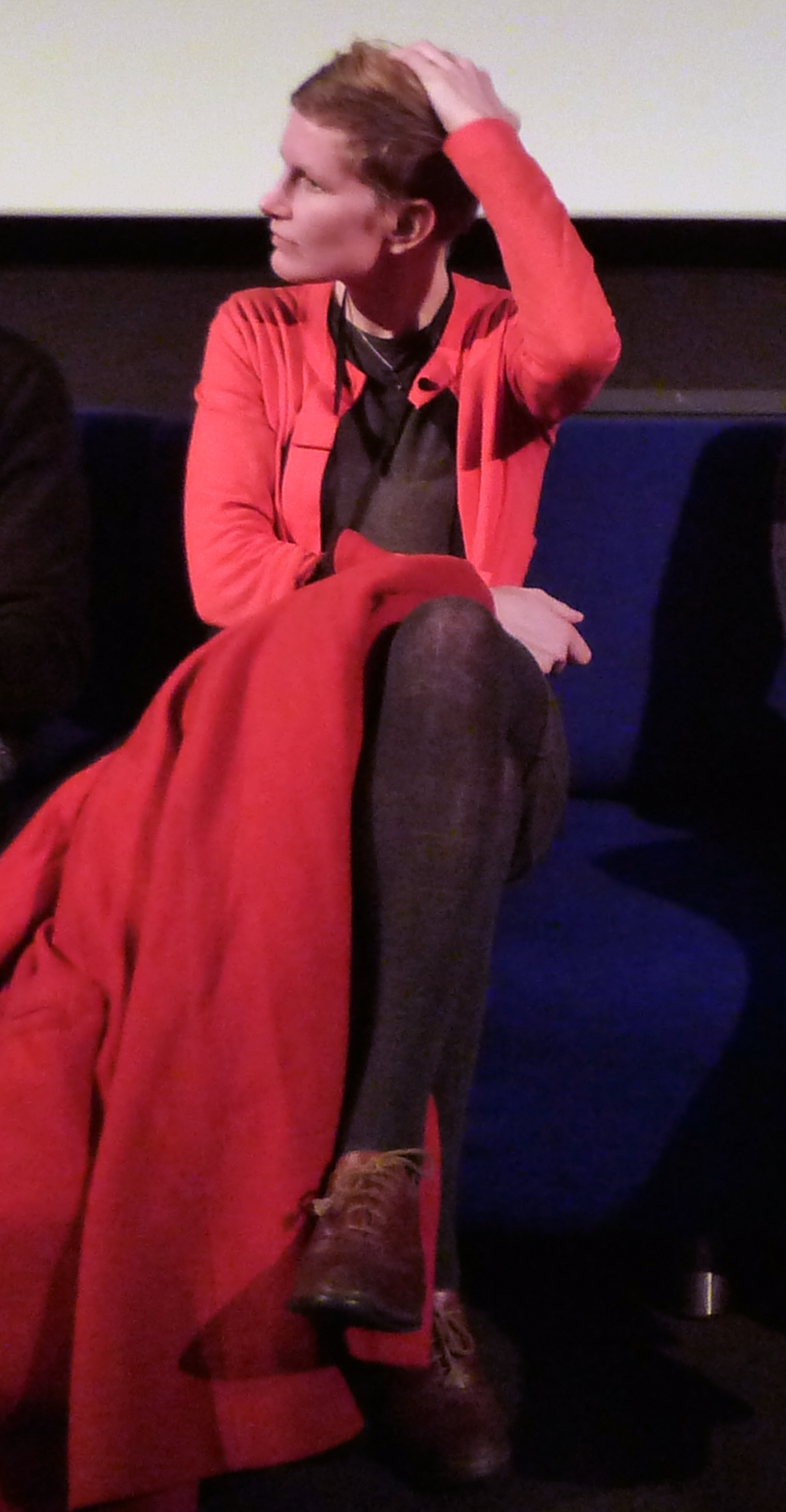
Laure Prouvost en 2010

Prouvost nació en Croix, un suburbio de lujo de Lille, Francia, y asistió a una escuela local con una fuerte orientación artística. Estudió cine en Central Saint Martins y también asistió a Goldsmiths, Universidad de Londres. Tras graduarse en Saint Martins, trabajó como asistente del artista John Latham, al que describe como "más parecido a un abuelo que a mi abuelo de verdad". Ha expuesto en la Tate Britain y en el Instituto de Arte Contemporáneo. En 2011 fue galardonada con el Premio Bienal MaxMara de Arte para Mujeres en colaboración con la Whitechapel Gallery y su obra ha aparecido en la colección privada de arte contemporáneo Collezione Maramotti de Reggio Emilia (Italia). La obra de Prouvost combina la instalación, el collage y el cine.
Prouvost fue la ganadora del premio principal en el 57.º Festival de Cine de Oberhausen. En 2014, realizó su primera exposición individual en un museo de Estados Unidos en el New Museum, titulada Para el olvido.

### Premio Turner 2013
Prouvost ganó el Premio Turner de 2013 por una instalación llamada Wantee realizada en respuesta al artista Kurt Schwitters. En el marco de una fiesta de té, una película describe una relación ficticia entre el abuelo de Prouvost y Schwitters. El nombre de la obra hace referencia a la costumbre de la pareja de Schwitters de preguntar a los invitados si "quieren té". El jurado calificó la obra de "excepcional por su compleja y valiente combinación de imágenes y objetos en un entorno profundamente atmosférico". En general, Prouvost fue considerado un ganador sorpresa.
En 2018 creó una instalación para el Palais de Tokyo en París titulada Ring Sing and drink for Trespassing.

## Obras seleccionadas
- 2007 : Owt, video
- 2010 : I need to take care of my conceptual Grand dad, video
- 2010 : The Artist, video
- 2010 : It Heat Hit, video
- 2011 : The Wanderer, video
- 2012 : Why does Gregor never rings, video installation
- 2013 : Farfromwords: car mirrors eat raspberries when swimming through the sun, to swallow sweet smells, video installation
- 2013 : Wantee, video installation
- 2016:  We would be floating away from the dirty past, video installation
- 2016 : Lick in the Past, video
- 2017 : Dit Learn, video